# Aldehuela de Jerte
Aldehuela de Jerte és un municipi de la província de Càceres, a la comunitat autònoma d'Extremadura (Espanya). Limita amb Carcaboso al nord-est, Galisteo a l'oest, sud i nord-oest, Plasencia a l'est (vora Pradochano).

## Demografia
| 2001 | 2002 | 2003 | 2004 | 2005 | 2006 | 2007 |
| ---- | ---- | ---- | ---- | ---- | ---- | ---- |
| 373  | 367  | 359  | 352  | 348  | 345  | 350  |